# Nowice (województwo dolnośląskie)
Nowice (niem. Neudorf) – wieś w Polsce położona w województwie dolnośląskim, w powiecie świdnickim, w gminie Jaworzyna Śląska.

## Podział administracyjny
W latach 1975–1998 miejscowość położona była w województwie wałbrzyskim.

## Kult religijny
Kościół należy do parafii Wniebowzięcia NMP w Wierzbnej.

## Znane osoby
W Nowicach, w roku 1949, urodził się polski kolarz i olimpijczyk Tadeusz Mytnik.